# Sensuntepeque
Sensuntepeque és la capital del departament de Cabañas, al Salvador. Té una població estimada de 41.215 habitants (2006), i una extensió territorial de 306,33 km². Està dividida administrativament en 22 cantons i 154 caserius.
La localitat va ser fundada com poble d'indis pipils en 1550. En 1799 es va convertir en capçalera del partit de Titihuapa. El 20 de desembre de 1811, els seus pobladors es van alçar contra el domini colonial espanyol. Proclamada la independència en 1821, durant el govern de José María Cornejo (1829-1832) va rebre el títol de vila. El 10 de febrer de 1873, Sensuntepeque, va ser nomenada capçalera departamental de Cabañas. En el període 2006-2009, el seu alcalde és Jesús Edgar Bonilla Navarrete, del partit ARENA.